# برچ هیل
برچ هیل (به انگلیسی: Birch Hill) یک روستا در بریتانیا است که در جنوب شرقی انگلستان واقع شده‌است.